# Cidade redonda de Bagdá

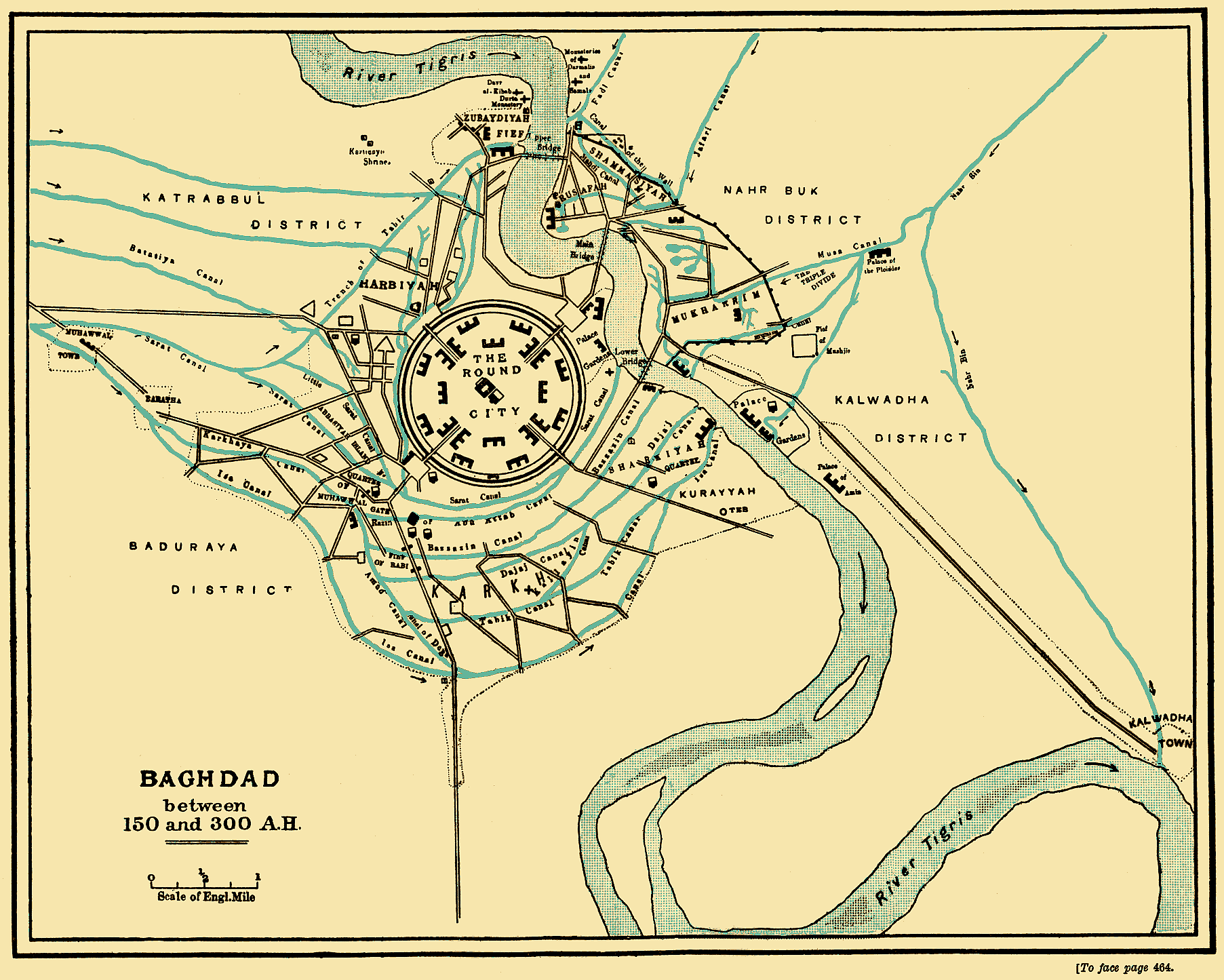
Esquema mostrando a Cidade Redonda às margens do rio Tigre

A Cidade Redonda de Bagdá (português brasileiro) ou Bagdade (português europeu) ou Baguedade, referida em árabe como Almedina Alçalã (Madinat al-Salam, lit. Cidade da Paz), é o antigo núcleo urbano, datado do século XIII, que deu origem a Bagdá (Bagdade), no atual Iraque.

## História

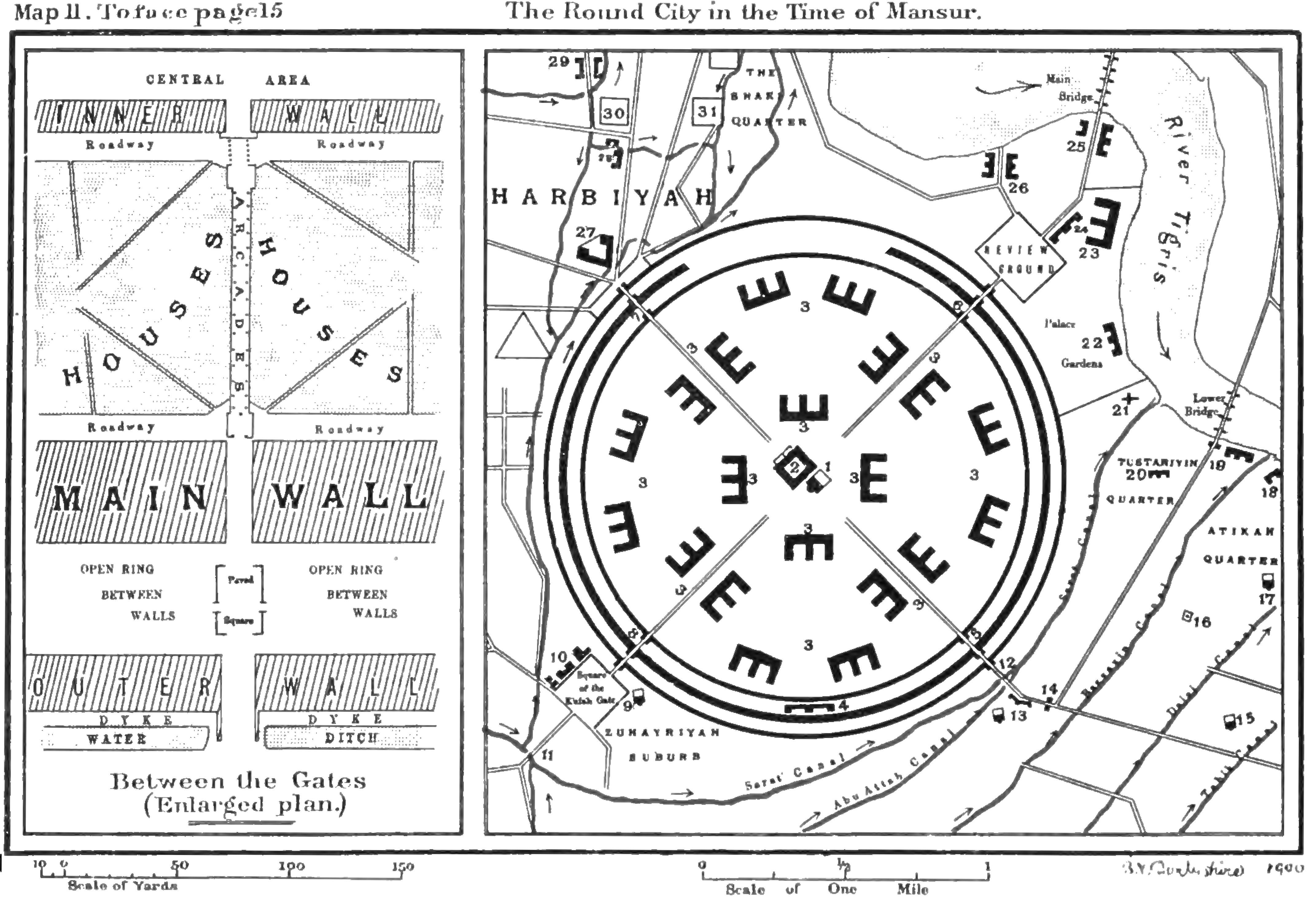

Bagdá foi fundada em 762 por Almançor, califa abássida entre 754 e 775, como sua capital oriental. O sítio escolhido, na margem ocidental do rio Tigre, era próximo à histórica Ctesifonte e localizava-se no cruzamento de caminhos que levavam à Mesopotâmia, Golfo Pérsico, Síria, Irã e Hijaz. Terminada em 766-767, antigas fontes históricas afirmam que a cidade tinha a forma de um círculo de 2 km de diâmetro, com um palácio e mesquita no centro. O desenho redondo e o lugar central ocupado pelo palácio califal sugerem um significado cósmico, mostrando a cidade como o centro de um império universal. Na prática, o projeto pode ter sido inspirado em cidades redondas, como a antiga Gur dos sassânidas (atualmente Firuzabade, no Irã).
Era cercada por uma muralha dupla com torres, e o acesso ao interior era feito por quatro portões: a Porta de Cufa a sudoeste, a de Baçorá a sudeste, a de Coração a nordeste e a Porta de Damasco a noroeste, de onde partiam estradas que levavam aos quatro cantos do califado. O material básico de construção das muralhas e portas eram blocos de barro com armação de madeira (adobe) e tijolos de barro cozido. Cada porta fortificada possuía no interior uma câmara elevada, com cúpula, que o califa utilizava como salão de audiências e que simbolizava seu domínio sobre a cidade.
Entre a área central e as muralhas localizava-se uma área residencial, dividida em quadrantes, onde se alojavam a família do califa, serventes e funcionários da administração, além de lojas comerciais. O centro da cidade era ocupado por uma grande área aberta com um posto policial, a mesquita e o palácio do califa. A mesquita era de planta quadrada com 100 m de cada lado e um grande pátio central. O palácio, situado ao lado, localizava-se no centro exato da cidade e ocupava uma área quatro vezes maior que a mesquita. A cúpula central do salão de audiências do palácio - chamado "cúpula verde" ou "cúpula celestial" -, se elevava a 40 m de altura e era coroada por um catavento com a forma de um cavaleiro com lança. Esse cavaleiro era considerado símbolo da cidade e do poder dos abássidas.
A cidade redonda foi construída separando o califa da população mas, com o tempo, essa função se perdeu. A área ao redor da cidade redonda foi logo densamente ocupada, e eventualmente os edifícios administrativos no interior passaram a ser um bairro urbano comum. A cidade redonda foi levantada na margem ocidental do rio Tigre, mas a margem oriental foi também ocupada pouco depois da fundação. Naquela margem se estabeleceu o califa Almamune após 813, quando saiu vitorioso na guerra civil entre os filhos do falecido califa Harune Arraxide. Entre 836 e 892 a capital do califado foi transferida para Samarra, retornando a Bagdá na época de Almutamide. Este califa se estabeleceu, também, na margem oriental do Tigre, que passou a ser o centro da cidade até os dias de hoje.
A partir destes acontecimentos a cidade redonda começou a ser obliterada pelo desenvolvimento urbano de Bagdá. Restos das muralhas da cidade redonda foram visíveis por muitos séculos, mas atualmente nada resta da Bagdá da época da sua fundação. O conhecimento sobre a antiga cidade deriva, assim, de descrições detalhadas contidas em textos medievais.